# The Broken Gate
The Broken Gate er en amerikansk stumfilm fra 1920 af Paul Scardon.

## Medvirkende
- Bessie Barriscale som Aurora Lane
- Joseph Kilgour som William Henderson
- Sam De Grasse som Brooks
- Marguerite De La Motte som Anne Oglesby
- Arnold Gray som Dieudonne Lane
- Lloyd Bacon som John
- Evelyn Selbie som Julia Delafield
- Alfred Allen som Eph Adamson